# 新潟県道14号新発田津川線

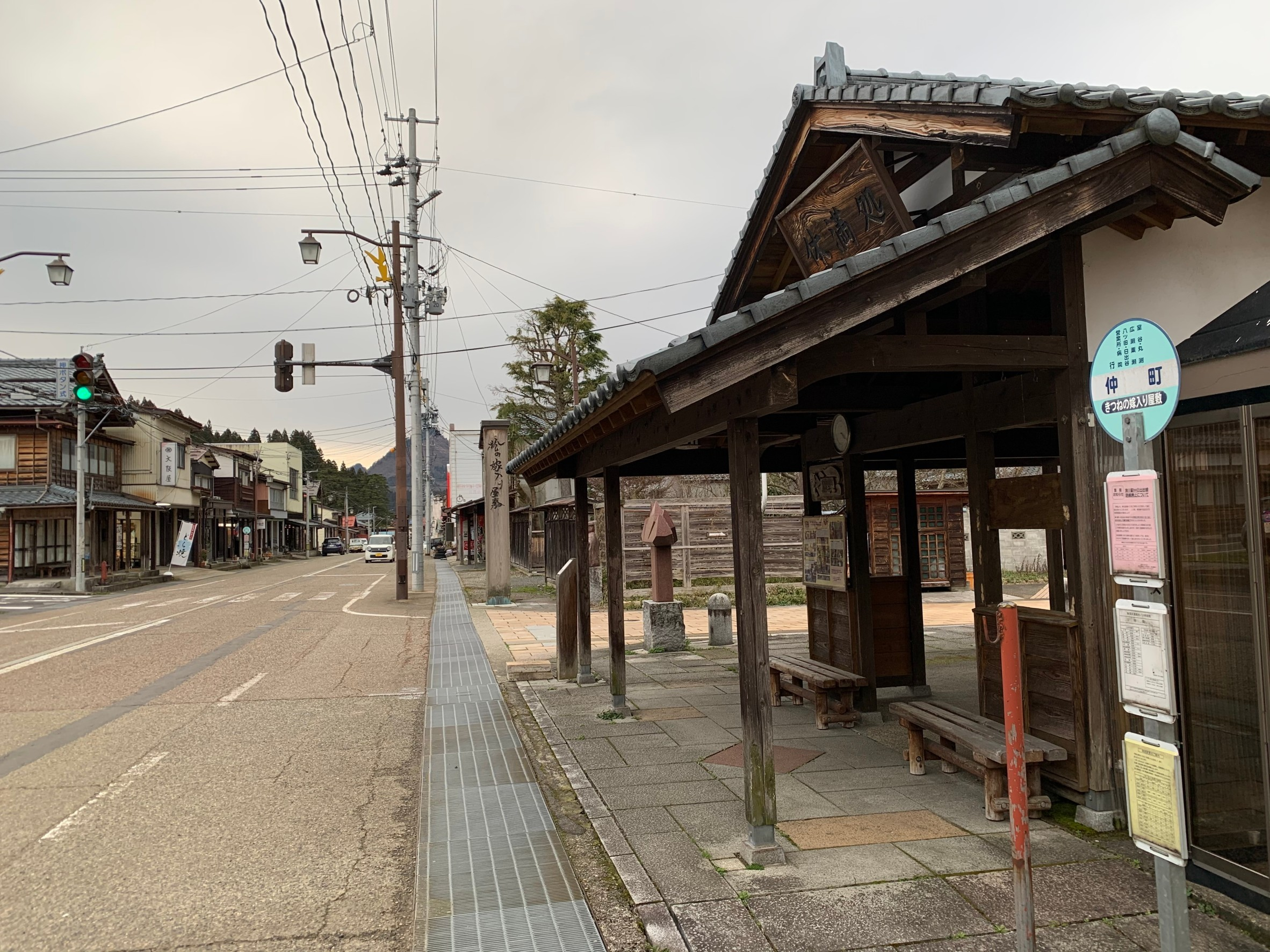
阿賀町津川付近（2020年3月）
国道49号の旧道

新潟県道14号新発田津川線（にいがたけんどう14ごう しばた つがわせん）は、新潟県新発田市から東蒲原郡阿賀町に至る県道（主要地方道）。

## 概要

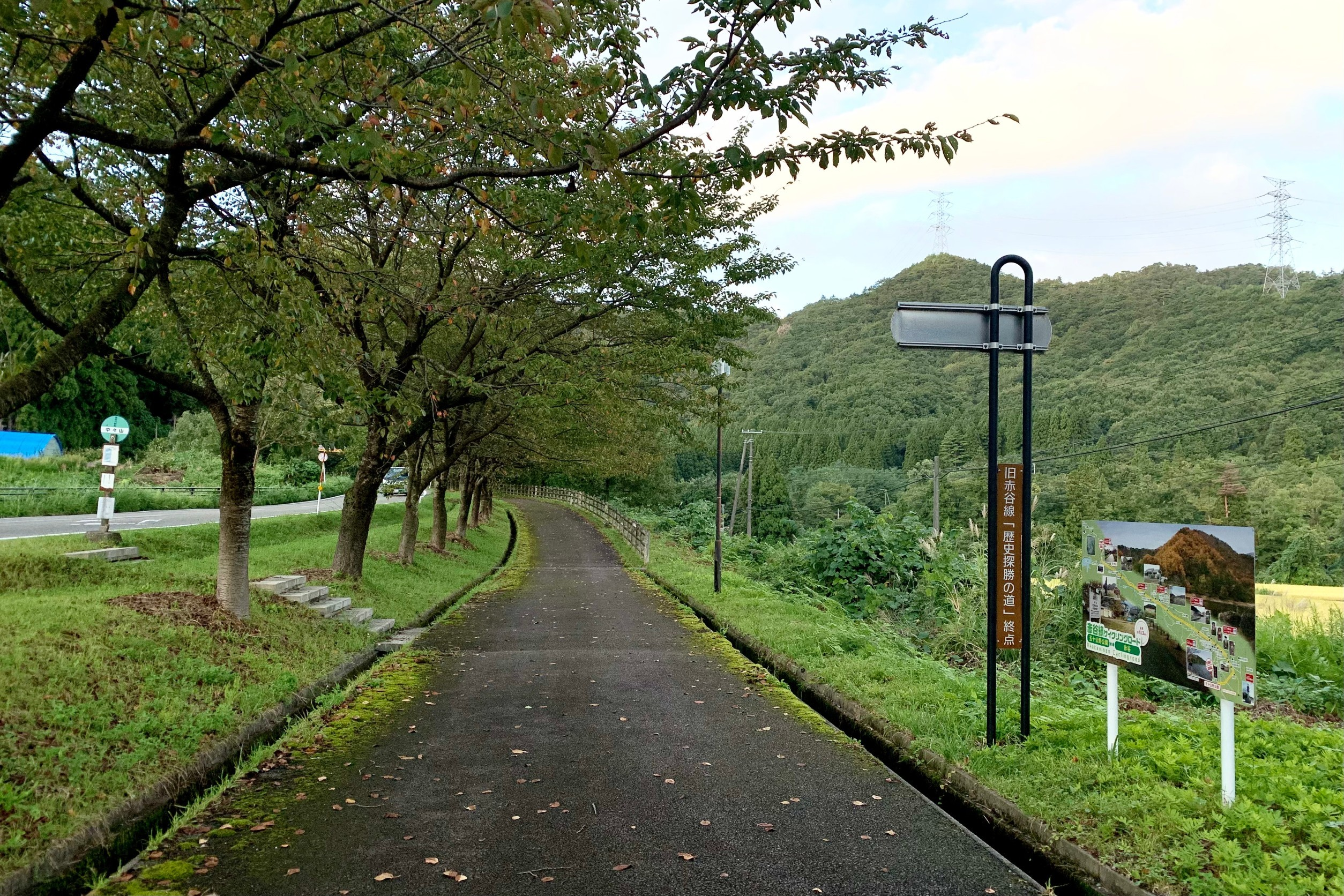
並行して走る赤谷線サイクリングロード（新発田市中々山付近、2021年9月）

車で新発田市街より国道49号方面へ行くことができるルート3本（国道460号・国道290号・県道14号）のうち最も標高差の大きいルートである。
東蒲原郡阿賀町綱木-行地-諏訪峠-角島間を除く全区間において江戸時代の会津街道の新発田城下-津川間をほぼ踏襲している。
新発田側では国鉄赤谷線廃線跡のサイクリングロードと並行する。また、かつては当路線の大部分である新発田 - 三川駅間を直通する新潟交通観光バスの路線バスが設定されていたが、2019年秋に郡境の区間がコミュニティバスへ移行した（詳細は新潟交通観光バス#三川駅～新谷～新発田線を参照）。
JR三川駅付近の区間では狭隘な区間を通り大きく迂回する形で国道49号と接続するため、これを解消する白川大橋（仮称）の事業が進められている。その先の国道49号重複区間は、バイパス（揚川改良）の開通により旧道のトンネルが通行止めとなっており、県道としては分断されている。
終点付近、旧津川町内の区間は国道49号津川バイパス開通以前は同国道に指定されていた。この区間では古くからのまち並みの名残りであるクランクが連続する。

### 路線データ
- 起点：新発田市大栄町7丁目甲291番1[6]（大栄町交差点、国道290号交点）
- 終点：東蒲原郡阿賀町平堀（平堀交差点、国道49号交点）

## 歴史
- 1993年（平成5年）5月11日 - 建設省から、県道新発田津川線が新発田津川線として主要地方道に指定される[7]。
- 2022年（令和4年）6月17日 - 五十公野バイパス (2.25 km) が開通する[8]。これによって、新発田南バイパス（2004年開通）から荒町バイパス（2013年開通）、市道五十公野バイパス（2014年開通）、当バイパスを経て会津方面へ抜けるルートが繋がった[9]。

## 路線状況

### 重複区間
- 国道290号 - 新発田市大栄町7丁目・大栄町交差点 - 諏訪町2丁目・清水園前交差点
- 新潟県道535号八幡新田島潟線 - 新発田市五十公野・五十公野交差点- 六日町
- 国道49号（東蒲原郡阿賀町白崎 - 東蒲原郡阿賀町津川・きりん橋南詰交差点）[注釈 1]

## 地理

### 通過する自治体
- 新発田市
- 東蒲原郡阿賀町

### 交差する道路
- 国道290号（新発田市大栄町7丁目、大栄町交差点、起点）
- 国道290号（新発田市諏訪町2丁目、清水園前交差点）
- 新潟県道535号八幡新田島潟線（新発田市五十公野、五十公野交差点）
- 新潟県道535号八幡新田島潟線（新発田市六日町、五十公野バイパス）
- 新潟県道60号住吉上館線（新発田市八幡、五十公野バイパス）
- 新潟県道202号米倉板山新発田線（新発田市小戸）
- 新潟県道555号内ノ倉公園線（新発田市中々山）
- 新潟県道335号滝谷上赤谷線（新発田市上赤谷、上赤谷交差点）
- 新潟県道513号中ノ沢内川線（東蒲原郡阿賀町五十沢）
- 新潟県道136号三川停車場線（東蒲原郡阿賀町白崎）
- 国道49号（東蒲原郡阿賀町白崎）
- 新潟県道17号新潟村松三川線（東蒲原郡阿賀町白崎）
通行止め区間あり
- 新潟県道174号角島鹿瀬線（東蒲原郡阿賀町京ノ瀬、津川駅前交差点）
- 国道49号・新潟県道512号西津川線（東蒲原郡阿賀町津川、きりん橋南詰交差点）
- 国道459号（東蒲原郡阿賀町津川、原町交差点）
- 国道49号（東蒲原郡阿賀町平堀、平堀交差点、終点）